# Vogelvrij
Vogelvrij verklaard worden is een van oorsprong Romeinse straf voor halsmisdrijven. Dit betekende dat iemand buiten de bescherming van de wet werd geplaatst. Het ging hierbij om veroordelingen bij verstek, omdat de aangeklaagde niet voor het gerecht was verschenen en er dus niet direct een straf kon worden opgelegd.
Alle burgerlijke en publieke rechten werden de vogelvrije ontnomen. Het betekende dat hij geen nationaliteit of bezit meer kon hebben en geen aanspraak meer kon maken op bescherming van zijn mensenrechten door de overheid want die waren vervallen. Hij kon dus worden gedood zonder dat de dader daardoor strafrechtelijk zou worden vervolgd. Eventueel werd daarvoor zelfs een beloning uitgeloofd.
Het woord heeft niets te maken met het idee dat men zo vrij als een vogel zou zijn, aangezien de banden met de eigen gemeenschap waren verbroken. Vrijheid is een relatief begrip als men aan vervolging is blootgesteld. Vogelvrijheid verwijst eerder naar het feit dat de voortvluchtige, zonder recht op bescherming of zelfs onderdak, een prooi was als de vogels in de open lucht. Hij diende letterlijk zelfs als aas voor de vogels op het galgenveld. Een vogelvrije had namelijk ook het recht op een christelijke begrafenis verspeeld.

## Vogelvrijverklaarden

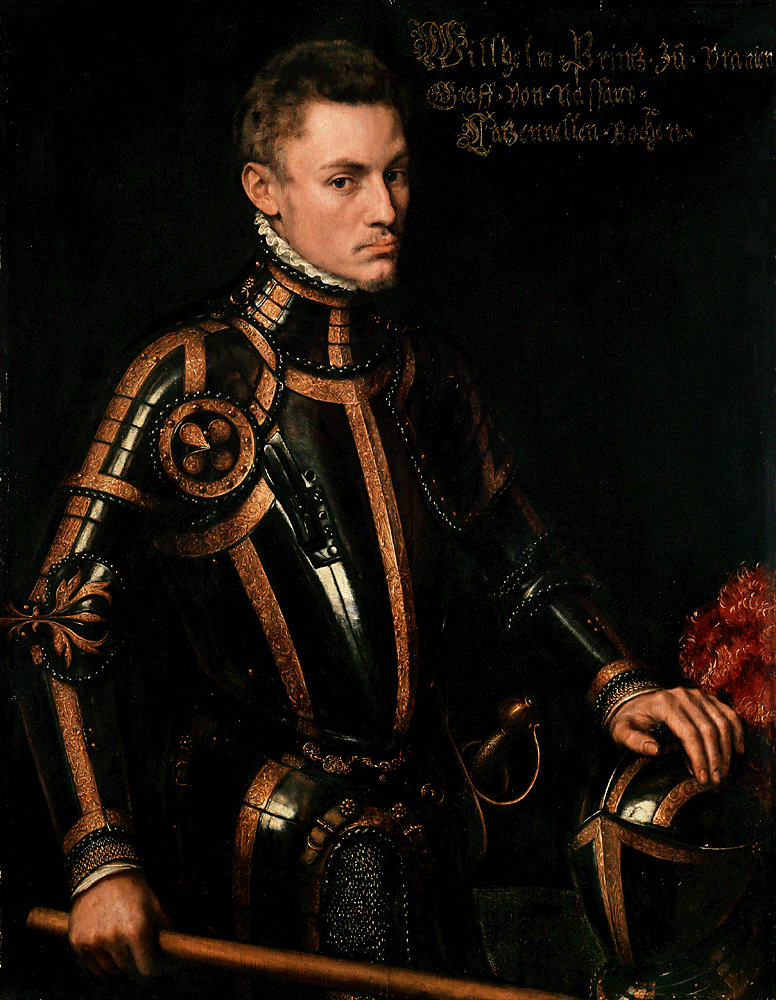
Willem van Oranje, 1591

De legendarische Engelse held Robin Hood was vogelvrij. De eerste middeleeuwse ballades over Robin Hood gaven hier geen reden voor. In latere versies van de legenden werden verschillende redenen gegeven. Hij zou vogelvrij verklaard zijn wegens schulden, omdat hij een boer tegen een sheriff verdedigd had of omdat zijn landgoederen onrechtmatig gestolen waren door Jan zonder Land of een andere booswicht.
Maarten Luther werd in 1521 geëxcommuniceerd door de paus en in de ban gedaan door keizer Karel V. Hierdoor werd hij vogelvrij verklaard. Iedereen mocht hem ongestraft doden.
In 1580 werd Willem van Oranje in de ban gedaan door koning Filips II van Spanje. Dit betekende dat Willem van Oranje vogelvrij verklaard werd. Ieder had het recht om hem op staande voet te doden. Bovendien zou de moordenaar voor zijn daden beloond worden en zouden hem zijn daden vergeven zijn. De moordenaar van Willem van Oranje, Balthasar Gerards, zou in de adelstand worden verheven en absolutie krijgen van de paus. Hij werd echter gevangengenomen en ter dood veroordeeld.
Tegen Salman Rushdie werd in 1989 een fatwa uitgesproken door de Iraanse ayatollah Khomeini waarbij Rushdie ter dood veroordeeld werd. De Iraanse overheid bood een beloning aan voor degene die Rushdie ter dood zou brengen. Hierbij werd Rushdie dus feitelijk vogelvrij verklaard.

## Franse Revolutie
In de aanloop naar de Terreur werkten de Franse revolutionairen de procedure van mise hors la loi uit om groepen en individuen buiten de wet te plaatsen. Zij konden worden geëxecuteerd zonder jury en zelfs zonder echt vonnis. Op rapport van Cambacérès schreef het decreet van 19 maart 1793, een reactie op de successen van de Chouannerie en de Opstand in de Vendée, voor dat gewapende contrarevolutionairen binnen de 24 uur zouden worden terechtgesteld. De enige procedure was een verificatie van hun identiteit en een vaststelling door een militaire commissie dat ze gewapend waren gevat. Op 27 maart liet Danton deze straf uitbreiden naar alle "vijanden van de revolutie". Toch werden individuen vaak nominatief door de Nationale Conventie vogelvrij verklaard. De eerste was de voortvluchtige generaal Dumouriez, die op 2 april als "verrader van het Vaderland" buiten de wet werd gesteld. Die formule zou nog regelmatig terugkomen. Wie hem dood of levend naar Parijs bracht, kreeg een beloning. Tijdens de Opstand van 2 juni eiste de girondijn Lanjuinais dat de rebellen buiten de wet zouden worden gesteld. Korte tijd later waren de girondijnen op de vlucht en werden ze zelf een voor een getroffen door buitendewetstellingen: Buzot, Barbaroux, Gorsas, Birotteau, Pascal Paoli... Ook collectieve buitendewetstellingen werden uitgesproken, bijvoorbeeld tegen degenen die nationaal goed van de Vendéens kochten (14 juli). Het decreet van 13 maart 1794 verplichtte alle burgers vogelvrijen aan te geven.
Toen Robespierre op 9 thermidor in volle zitting werd gearresteerd en hij zijn toevlucht zocht in het stadhuis van Parijs, stelde de Conventie hem nog diezelfde avond buiten de wet, samen met de opstandige Commune van Parijs. In de dagen die volgden werden 107 robespierristen geguillotineerd. Daarna werd de straf geleidelijk aan verlaten. Op 7 december 1794 werden alle uitgesproken buitendewetstellingen voorlopig opgeschort in afwachting van een onderzoek. Op 11 april 1795 werden de decreten van 27 maart 1793 en 13 maart 1794 opgeheven. Enkel de vogelvrije emigranten, met inbegrip van refractaire priesters, bleven nog tot 1799 uitgezonderd. Van de lente 1793 tot de zomer 1794 waren in totaal 22.000 personen buiten de wet gesteld, van wie er 13.000 ter dood waren veroordeeld.

## Wilde Westen
De Engelse term voor vogelvrije, outlaw, wordt vaak geassocieerd met de geschiedenis van het Wilde Westen. Na de Amerikaanse Onafhankelijkheidsoorlog (1776-1783) bleef het Britse strafrecht in de Verenigde Staten nog enige tijd van kracht en de terminologie die daarin gebezigd werd bleef gehandhaafd. Zo kwam het dat degenen die zich buiten de wet plaatsten bij de ontsluiting van het Wilde Westen en in het woeste landschap aan bestraffing wisten te ontkomen tot outlaws werden bestempeld. Het stond eenieder vrij om, op wat voor wijze dan ook, een voortvluchtige veroordeelde staande te houden. Om dit te stimuleren werden beloningen uitgeloofd. Fortuinzoekers wisten als premiejager een inkomen te verwerven.

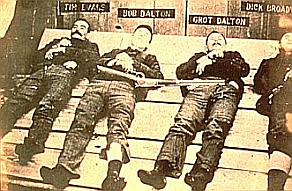
De Daltonbende

Veel outlaws hebben, ondanks het feit dat ze in feite criminelen waren, een status gekregen van volkshelden. Jesse James, een treinrover, had bij leven al een schare bewonderaars die hem zagen als een moderne Robin Hood, die stal van de rijken om aan de armen te geven. Of dit echt zo was is twijfelachtig. Veel outlaws werden gezien als diegenen die in opstand kwamen tegen vertegenwoordigers van de pas gevestigde macht, zoals sheriffs, veebaronnen of spoorwegmagnaten, die het zelf niet zo nauw namen met regels en wetten in een land waar orde en gezag nog maar een wankele basis hadden. Een andere legende was Billy the Kid, naast veedief ook meervoudig moordenaar, die onder de lokale Spaanse bevolking echter de faam verwierf van een vrijheidsstrijder die durfde op te staan tegen corruptie en machtsmisbruik.
Dit imago werd versterkt in krantenfeuilletons en via de goedkope lectuur die vanaf het eind van de 19e eeuw Amerika overspoelde en waarin de wereld van het (dan al grotendeels ontsloten) Wilde Westen zwaar geromantiseerd werd afgebeeld - met alle heroïek die men kon verzinnen. Hollywood heeft er niet veel later nog meer aan bijgedragen om het beeld te creëren van outlaws als onbegrepen helden en gekwelde zielen in een jong Amerika, een beeld dat ook internationaal is aangeslagen.

## Overdrachtelijk gebruik
Overdrachtelijk wordt de term ook gebruikt om aan te duiden dat iemand in een kwetsbare positie verkeert. Men zegt bijvoorbeeld: "In de Verenigde Staten is een werknemer in feite vogelvrij", waarmee men bedoelt dat de werknemer weinig rechten kan doen gelden jegens de werkgever en dus een erg kwetsbare positie heeft.